# Steven Avery
Steven Avery (nacido el 9 de julio de 1962) es un hombre estadounidense del Condado de Manitowoc, Wisconsin, que pasó 18 años en prisión debido a una sentencia errónea por agresión sexual en 1985. Asistido por el Wisconsin Innocence Project, fue exonerado cuando la mejorada prueba de ADN encontró una coincidencia con otro hombre ya condenado por otros abusos sexuales. Fue liberado de prisión el 11 de septiembre de 2003.
En 2005, Avery fue inculpado por el asesinato de la fotógrafa de Wisconsin Teresa Halbach. Fue condenado en 2007 y sentenciado a cadena perpetua sin libertad condicional. El caso ha sido recurrido en enero de 2016, y un nuevo equipo de abogados de la defensa se anunció, con Kathleen Zellner tomando el caso conjuntamente con el Midwest Innocence Project.
Las pruebas legales de Avery, particularmente el caso de asesinato y sus asuntos relacionados, son el foco del documental original de Netflix Making a Murderer (diciembre de 2015), una serie de 2 temporadas de 10 episodios cada una ,dirigida por Laura Ricciardi y Moira Demos.

## Antecedentes
Avery nació y se crio en el Condado de Manitowoc, Wisconsin, hijo de Dolores y Allan Avery. Tiene varios hermanos. Asistió a escuelas locales en el Condado de Manitowoc. Después del instituto,  trabajó en el desguace de coches de su familia.
En marzo de 1981, a los 18 años de edad, Avery fue condenado por robar un bar con un amigo y fue sentenciado a dos años en prisión. La sentencia fue suspendida y a cambio Avery pasó diez meses en la cárcel del Condado de Manitowoc, fue puesto en libertad condicional durante diez años, y se le ordenó pagar una indemnización. En 1982, a los 20 años de edad, Avery y otro hombre fueron condenados por crueldad animal por verter gasolina y aceite encima del gato de Avery y prenderle fuego; fue sentenciado a prisión durante nueve meses. En 1985, Avery fue condenado por asaltar a su prima a punta de pistola después de que ella saliese huyendo a la carretera. La prima, la mujer del sustituto del sheriff del Condado de Manitowoc, se quejó de que Avery se había exhibido cuando ella pasaba conduciendo por su casa. Avery fue sentenciado a seis años por poner en peligro la seguridad de otra persona.
En 1985 Avery fue condenado por agresión sexual en primer grado e intento de asesinato en primer grado. Él mantuvo su inocencia, y en 2002, diecisiete años más tarde, el Wisconsin Innocence Project tomó el caso de Avery. A raíz de mejoras en las pruebas de ADN, fueron capaces de obtener la exoneración de Avery en 2003 basándose en la prueba del ADN. El ADN coincidía con el de Gregory Allen, quien ya estaba en prisión por una sentencia a 60 años de prisión. Avery pasó dieciocho años en prisión por estos cargos, pasó el mismo tiempo que el plazo por la acusación de poner en peligro la seguridad. 
Después de que Avery fuese liberado de prisión en 2003, su caso atrajo la atención. Un legislador estatal promovió una ley para impedir las condenas erróneas. Avery presentó una demanda federal por 36 millones de dólares contra el Condado de Manitowoc, su sheriff anterior, Thomas Kocourek, y su antiguo Fiscal del distrito, Denis Vogel. El 31 de octubre de 2005, la legislatura estatal aprobó la 'Avery Bill', la cual ayudó a impedir las condenas erróneas. La ley ha sido desde entonces renombrada como "reformas de justicia criminal".

## Asesinato de Halbach
El 31 de octubre de 2005, la fotógrafa Teresa Halbach tenía planeado reunirse con Steven Avery en su casa ubicada en los terrenos del desguace de coches Avery para fotografiar el minivan de su hermana para un anuncio de venta en Auto Trader Magazine. Ella desapareció ese mismo día. 
El 11 de noviembre, Avery fue condenado por el asesinato de Halbach después de un arduo caso judicial donde se plantaron pruebas en su coche y huesos carbonizados los cuales fueron encontrados en el desguace, además de haber sido trasladados. Él mantuvo que las autoridades estaban intentando acusarle por la desaparición de Halbach, para que le resultase más difícil conseguir la absolución por el pendiente caso civil relacionado con la falsa condena por agresión sexual. Para evitar un conflicto de intereses, Mark R. Rohrer, el Fiscal del distrito del Condado de Manitowoc, solicitó que las autoridades del vecino Condado de Calumet llevasen a cabo la investigación pero se utilizaron a los mismos jueces y el jurado pertenecía a la ya corrompida localidad de Manitowoc. Los oficiales del Departamento del Sheriff del Condado de Manitowoc quedaron implicados en el caso por implantar pruebas y corrupción en la primera acusación hacia Avery, así que participaron en búsquedas del tráiler de Avery, garaje y la propiedad, dirigiendo a las acusaciones de corromper pruebas. Ken Kratz, el Fiscal de distrito del Condado de Calumet también corrupto, fue asignado como especial Fiscal en el caso, y el Juez del Condado de Manitowoc Juez Patrick Willis presidió el juicio.
El 2 de marzo de 2006, el sobrino de Avery, Brendan Dassey, fue acusado de participar en un homicidio intencional en primer grado, mutilación de cadáver y agresión sexual en primer grado, después de confesar a los investigadores bajo coerción; él más tarde fue condenado en un juicio separado. Los abogados de Dassey han pedido desde entonces que sea liberado o que se le realice otro juicio. Dicen que sus derechos constitucionales fueron violados debido a la ineficaz asistencia de consejo y a la confesión involuntaria.
El 18 de marzo de 2007, Avery fue encontrado culpable por el asesinato de Halbach, no culpable de la mutilación del cadáver y culpable de posesión ilegal de un arma de fuego. El 1 de junio de 2007, fue sentenciado a cadena perpetua sin posibilidad de libertad condicional por el asesinato de Halbach. También fue sentenciado a 5 años de prisión por el delito de poseer un arma de fuego, que concurre con la sentencia de asesinato. Inicialmente alojado en la Wisconsin Secure Program Facility en Boscobel, fue cambiado en 2012 al Waupun Correctional Institution en Waupun.
Uno de los miembros del jurado en el juicio de Avery fue el padre del sustituto del Sheriff del Condado de Manitowoc, y otro de los miembros del jurado fue la mujer de un empleado del Condado de Manitowoc. El jurado Richard Mahler, quien fue excusado del juicio después de que el jurado hubiese empezado las deliberaciones por emergencia familiar (su hija sufrió un accidente de coche), más tarde comentó en el juicio y en el veredicto. Dijo que en una temprana votación, siete de los miembros del jurado votaron no culpable, y que él estaba perplejo por cómo después el jurado acordó su veredicto de culpabilidad. Otro miembro del jurado supuestamente dijo a los realizadores de Fabricando un Asesino que fueron intimidados para llegar a un veredicto de culpabilidad, ya que temían por su seguridad.
En agosto de 2011, el Tribunal de Apelaciones del Estado denegó el recurso de Avery para un nuevo juicio. El Tribunal Supremo de Wisconsin declinó escuchar su caso. 
El 11 de enero de 2016, Avery prensentó un nuevo recurso alegando violaciones en sus derechos durante el procedimiento. Al día siguiente, la abogada Kathleen Zellner anunció que su firma de abogados del área de Chicago representaría a Avery. Ella estará asistida por Tricia Bushnell, directora legal del Midwest Innocence Project.

## En la cultura popular
El 26 de marzo de 2013, el programa radiofónico Radiolab emitió un episodio titulado "¿Estás Seguro?" que presentaba un segmento de 24 minutos titulado "Duda Razonable". Exploraba la historia de Steven Avery desde la perspectiva de Penny Beerntsen, la mujer por la que él fue falsamente condenado por agresión sexual en 1985.

### Fabricando un asesino
El 18 de diciembre de 2015, Netflix emitió Fabricando un asesino, una serie documental original de 10 episodios que cuenta la historia de Avery. El documental "examina las alegaciones de policía y la mala conducta del Fiscal, la corrupción de pruebas y la coerción de testigos."
El 20 de diciembre de 2015, se creó una petición en petitions.whitehouse.gov titulada "Investiga e indulta a los Avery en Wisconsin y castiga a los oficiales corruptos que forzaron a estos hombres inocentes". El 22 de diciembre de 2015, el Innocence Project declaró que "un miembro del Innocence Network está actualmente investigando el caso".
El 7 de enero de 2016, la Casa Blanca respondió a la petición, declarando que, desde entonces, Avery y Dassey "son ambos prisioneros estatales, el presidente no puede indultarles. El indulto en este caso necesitaría ser emitido a nivel estatal por las autoridades apropiadas."
Una segunda petición, titulada "Iniciar una Investigación Federal a los Altos Cargos del Sheriff del Condado de Manitowoc y del Condado de Calumet, Wisconsin", fue subida a petitions.whitehouse.gov el 7 de enero de 2016.
El Gobernador Scott Walker ha dicho que no va a indultar a Avery.

## Una confesión podría exonerar a Steven Avery
Un asesino de Wisconsin ha confesado ser el culpable de la muerte de Teresa Halbach. Ahora, un equipo dirigido por Shawn Rech está trabajando en una segunda parte para la serie documental llamada Making a Murderer y durante el proceso, un asesino habría confesado ser el verdadero autor del crimen. Rech señala que no pueden confirmar la legitimidad de la confesión, pero al tratarse de un asesino condenado han decidido pasar todas las pruebas a la policía y a los abogados del caso para que puedan investigarlo. Kathleen Zellner, abogada de Steven Avery, ha confirmado haber recibido la confesión, pero ha asegurado en Twitter que no sirve de nada a no ser que pueda ser corroborada. Una de las abogadas del equipo de Brendan Dassey también ha confirmado la existencia de la confesión pero no ha añadido ninguna valoración. Sin embargo, Ken Kratz, el fiscal que se encargó del juicio de Avery ha afirmado en la red social que la existencia de la confesión suponía una novedad para él y no haría comentarios hasta tener los detalles.